# Crazier
«Crazier» (en español: «Más loca») es un tema de la cantante estadounidense Taylor Swift. Fue escrita por Swift y Robert Ellis Orrall y producida por Nathan Chapman con la ayuda de Swift. La canción fue parte de la promoción de Hannah Montana: la película y su banda sonora. Es una balada country pop cuya letra describe el estar enamorado. Swift interpretó la canción como ella misma en un cameo en Hannah Montana: la película; posteriormente esta escena fue lanzada como el vídeo musical de la pista.
La canción fue elogiada por los críticos y muchos la nombraron como la mejor canción de la banda sonora. «Crazier» fue lanzada en formato digital inmediatamente después de la liberación de la banda sonora el 23 de marzo de 2009 y obtuvo el éxito comercial en Australia, Canadá, el Reino Unido y los Estados Unidos. Su posición más alta obtenida a nivel internacional fue el puesto número diecisiete en la lista de éxitos estadounidense Billboard Hot 100.

## Antecedentes
Swift coescribió «Crazier» con Robert Ellis Orrall. La canción es una balada que, según Allmusic, encarna la pista de Hannah Montana: The Movie que fusiona la música country y pop. La canción posee un compás compuesto, con seis corcheas. Está en la tonalidad de mi mayor y posee un tempo moderadamente rápido de 144 pulsaciones por minuto. El registro vocal de Swift abarca una octava, desde mi3 a si4. El coro de la canción posee una progresión armónica de mi-si-do♯menor-la.
La aparición de «Crazier» en Hannah Montana: la película se programó luego de que los cineastas le preguntaran a Taylor Swift si podían utilizar su música en la película. Estos le solicitaron por correo electrónico una canción «que fuera perfecta para enamorarse» y una especie de «vals country». A pesar de que no fue escrita intencionalmente para la película, Swift les envió «Crazier» y a los cineastas «les encantó». Además, Swift se ofreció a interpretar la canción en la película durante un cameo. En la película, ella interpreta la canción en un evento de micrófono abierto para ayudar a recaudar fondos y así salvar un preciado parque de ser destruido. La pequeña escena fue filmada en un solo día, pero el rendimiento de Swift impresionó a los miembros de la película. El director Peter Chelsom dijo, «he hecho un recordatorio mental muy grande para trabajar con ella nuevamente».

## Recepción mediática

### Crítica
La canción recibió comentarios positivos de parte de los críticos de música contemporánea. Warren Truitt de About.com elogió «el repiqueteo» de Swift en la balada. Heather Phares de Allmusic elogió la pista, que calificó como «la mejor canción de Hannah Montana: la película». Ella comentó posteriormente que la canción es «más genuina y más sencilla, que cualquiera de las pistas de [Cyrus como] Hannah Montana». El crítico de cine James Berardinelli comentó: «Podría decirse que el mayor error de la película es que Taylor Swift interpretara una canción, ya que ella puede cantar y no es halagador para la protagonista de la película si las comparamos». Leah Greenblatt de la revista Entertainment Weekly describió a «Crazier» como «una balada bonita, anhelante». Olivia Putnal de la revista Premiere se refirió a la interpretación de Swift como uno de los «mejores puntos» de la película. Peter Hartlaub de The San Francisco Chronicle creyó que el cameo de Swift era agradable, pero también dijo que fue un error por parte de los cineastas, explicando: «Swift es tan talentosa que hace que Cyrus parezca insípida en comparación». Perry Seibert de TV Guide escribió, «cuando la genuina estrella adolescente Taylor Swift aparece para llevar a cabo su presentación [...] ella demuestra toda la espontaneidad y la autenticidad que Miley Cyrus no tiene».

### Comercial
«Crazier» recibió un airplay exclusivo a través de Radio Disney. La canción debutó en el Billboard Hot 100 en el puesto número setenta y dos en la semana que terminó el 11 de abril de 2009. Posteriormente subió tres puestos hasta el número sesenta y nueve, en la semana que terminó el 25 de abril de 2009 saltó al número treinta y ocho, debido a un aumento del 87 % en las descargas digitales. Para la semana que terminó el 2 de mayo de 2009, la canción alcanzó su puesto más alto en la lista Hot 100 al llegar al número diecisiete, gracias a la venta de 110 000 descargas. También alcanzó el puesto número veintiocho en la lista de éxitos Pop 100.
La canción no se lanzó oficialmente a las radios como un sencillo, las ventas digitales de «Crazier» lograron hacer que esta entrara a las listas de éxitos internacionales. En Canadá debutó en el puesto número setenta y nueve del Hot Canadian Digital Singles durante la semana que terminó el 11 de abril de 2009. Para la semana que terminó el 2 de mayo de 2009, alcanzó el puesto número treinta de la lista y el número sesenta y tres en el Canadian Hot 100. En Australia «Crazier» alcanzó la posición número cincuenta y siete en el Australian Singles Chart. La canción debutó y se mantuvo en el puesto número cien en la lista UK Singles Chart del Reino Unido durante la semana que terminó el 16 de mayo de 2009.

## Vídeo musical

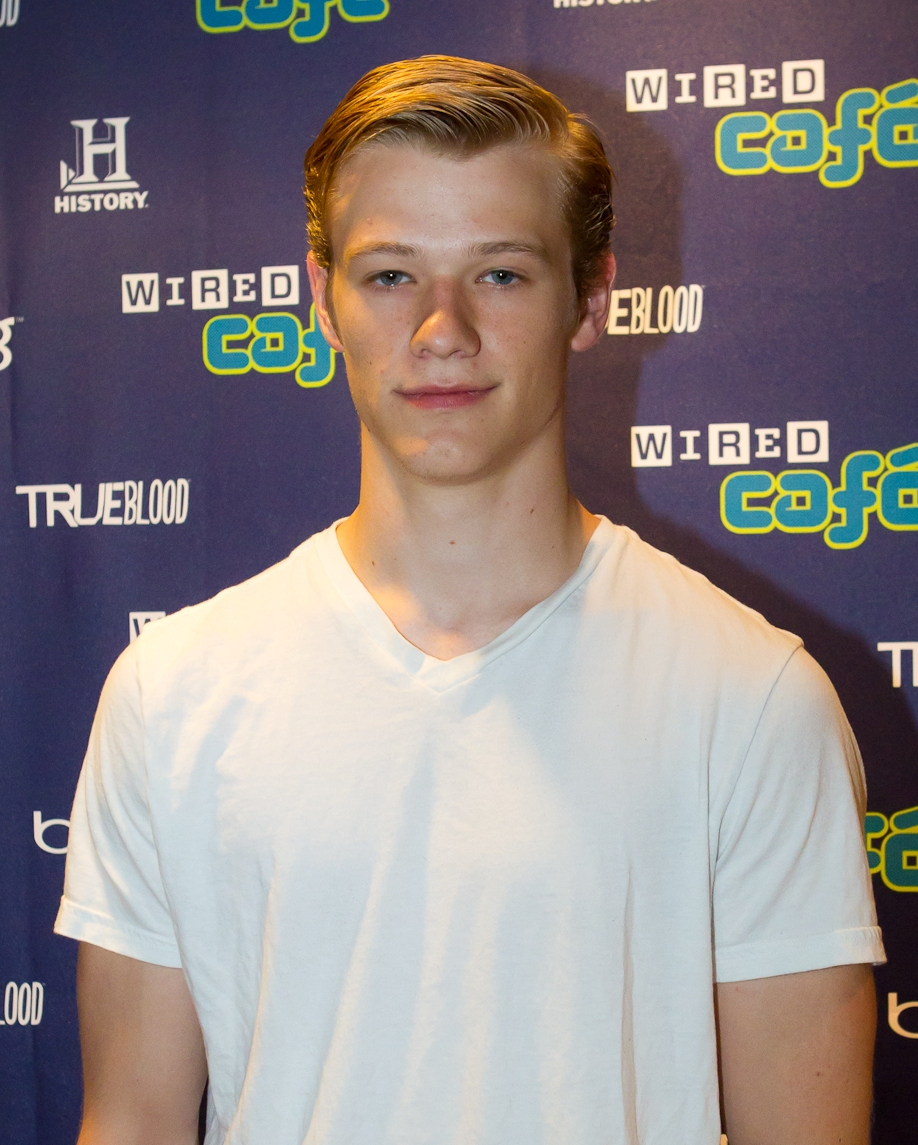
Lucas Till, quien interpreta a Travis Brody en el film.

El vídeo musical de «Crazier» fue dirigido por Peter Chelsom y es un extracto de Hannah Montana: la película, se presentó por primera vez a través de Disney Channel el 28 de marzo de 2009.
El vídeo comienza en el escenario con Swift y dos músicos detrás de ella, en un granero lleno de gente. Swift está vestida con un vestido color pastel e interpreta la canción con una guitarra acústica que tiene junto a ella. Los músicos de respaldo tocan el violín y el violonchelo. El vídeo a continuación muestra un clip de Hannah Montana: la película, en el que se ve el interés amoroso que Miley Stewart (Cyrus) siente hacia Travis Brody (Lucas Till), quien monta un caballo marrón. El video continúa alternando entre la presentación de Swift y varios clips de la película. Las escenas incluyen a Stewart y Brody montado en el caballo marrón juntos, a Stewart mirando desde un coche rojo a la calle, Brody colgando de una cuerda en una cascada y a los dos personajes en una cita. Al final del clip, la pareja baila lentamente mientras que Swift canta.

## Posición en las listas
| Australia      | Australian Singles Chart     | 57  |
| Canadá         | Canadian Hot 100             | 63  |
| Canadá         | Hot Canadian Digital Singles | 30  |
| Estados Unidos | Billboard Hot 100            | 17  |
| Estados Unidos | Billboard Pop 100            | 28  |
| Reino Unido    | UK Singles Chart             | 100 |